# Akechi Mitsuharu
Akechi Mitsuharu (明智 光春?   fallecido en 1582), también conocido como Akechi Mitsutoshi fue primo y sirviente de Akechi Mitsuhide, a quien ayudó durante la revuelta conocida como el «Incidente de Honnō-ji» en contra de Oda Nobunaga pero no pudo llegar a la Batalla de Yamazaki en auxilio de Mitsuhide.
Mitsuharu fue derrotado posteriormente por Hori Hidemasa en Uchide-hama, por lo que decidió cruzar el río Biwa en su famoso caballo Okage para tratar de escapar. Estando del otro lado del río, decidió cometer seppuku, escribiendo en una puerta un zeppitsu con la sangre que salía de su abdomen.